# François Luneau
François Luneau, né le 5 mars 1890 à Vallet (Loire-Inférieure) et mort le 12 juin 1950 à Bahreïn (Arabie), est un religieux français, missionnaire durant 28 ans en Nouvelle-Calédonie.

## Biographie
Le Révérend Père François Xavier Luneau, né le 5 mars 1890 est l'avant-dernier d'une fratrie de neuf enfants dont deux frères prêtres et une sœur religieuse ; il est le fils de Jean Baptiste Luneau et de Marie Madeleine Esseau.
François Luneau entre à l'école des Frères de Saint-Gabriel à Vallet puis au collège Saint-Joseph d'Ancenis comme deux de ses frères aînés.
À 21 ans, il entre au grand séminaire de Nantes.
D'abord réformé le 30 septembre 1911 pour rhumatismes, il termine ses études religieuses et devient prêtre diocésain. Il est affecté comme professeur de latin, dans l'attente d'être ordonné le 29 juin 1914 à la cathédrale de Nantes.
La Première Guerre mondiale, le rend apte pour le service armé dès le 21 octobre 1914 au siège de Vallet. En sursis d'appel, il occupe d'abord les fonctions d'infirmier d'hôpital.
Le 22 juin 1915, il est affecté au 64e régiment d'infanterie à Ancenis. Deux mois plus tard, il intègre le 116e régiment d'infanterie à Sainte-Anne-d'Auray. Ayant rejoint la Champagne, il essuie le baptême du feu le 2 septembre 1915 à Tahure. Il est notamment brancardier durant la Grande Guerre.
De nombreuses décorations lui ont été décernées pour son effort en temps de guerre. Il fait entre autres, l'objet de six citations en des termes élogieux, parmi lesquelles : « Brancardier d'un courage jamais vu », « Soldat impassible devant le danger », etc.
Il est cité deux fois à l'ordre du corps d'armée en 1917 et en 1918 et deux autres fois à l'ordre de la 170e division en 1918. Il est aussi cité à l'ordre de la 4e armée en 1919 à Strasbourg par le général Gouraud.
En 1920, il entre au noviciat de la congrégation des Pères maristes près de Lyon où il prononce ses vœux le 12 octobre. Il est nommé vicaire apostolique de Tonga puis arrive en Nouvelle-Calédonie le 29 janvier 1922 à bord du Pacifique. Du 64e régiment d'infanterie il passe par la subdivision de Nouméa, pour être affecté en réserve, à la 1re compagnie d'infanterie coloniale de la Nouvelle-Calédonie. C'est de là qu'en 1923, il tente d'approcher les tribus réputées païennes sur Canala. Il devient vicaire à Houaïlou, puis curé de Nakéty en 1924. En 1928, il y crée une mission. En 1930 il entreprend la fondation d'un juniorat.
Il est à l'initiative de l'Union des indigènes calédoniens amis de la liberté dans l'ordre (UICALO), dont il écrit et publie le manifeste le 25 mai 1946.
Délégué par l’administration de la Nouvelle-Calédonie pour accompagner à Rome, lors de l’année jubilaire, le premier prêtre calédonien, le Révérend Père Luneau, revenant pour la première fois vers son lieu de naissance après 28 ans d'absence, meurt tragiquement à l'âge de 60 ans dans un accident d'avion le 12 juin 1950, à Bahreïn dans le golfe Persique.

## Distinctions
François Luneau est : 
- Chevalier de la Légion d'honneur[4] ;
- Croix de guerre 1914–1918[4] ;
- Médaille militaire[4] ;
- titulaire de plusieurs citations à l'ordre du jour[9] ;
- titulaire la croix de Nouméa en 1933.

## Hommages
- Le 2 mai 1952, François Luneau, est cité à l'ordre de la nation par Antoine Pinay, sur un rapport de Pierre Pflimlin, ministre de la France d'Outre-mer (à défaut techniquement, de pouvoir être promu au grade d'officier de la Légion d'honneur à titre posthume fin 1951) : « Le Révérend Père François Luneau, mort pour la France, missionnaire mariste en Nouvelle-Calédonie, pendant vingt-huit années consécutives, sans vouloir jamais prendre un seul congé de repos, a consacré sa vie à la formation d'une élite indigène. Perceur de route, constructeur d'écoles, mainteneur dans les tribus du culte du souvenir, animateur de mouvements d'anciens combattants, n'a cessé de représenter parmi les populations calédoniennes, la plus haute idée de la France. A trouvé la mort dans l'accident de Bahreïn, alors que, délégué par le gouvernement de la Nouvelle-Calédonie, il accompagnait à Rome le premier prêtre autochtone calédonien. À citer en exemple aux cadres futurs de l'Union française, comme un modèle accompli du devoir et de l'esprit de sacrifice ».
- Depuis novembre 1959, une rue porte son nom, dans son village natal de Vallet[10].
- À compter de février 1962, une rue est aussi à son nom à Nouméa[11].
- Une stèle en sa mémoire est érigée à Canala en Nouvelle-Calédonie[12] ; la cérémonie commémorative a eu lieu le 15 août 2018.
- Une exposition a lieu du 2 au 30 novembre 2023 à Canala. Celle-ci est réalisée par les élèves du collège à la demande du président de conseil du district et en partenariat avec la mairie[13].